# 松本市壽
松本 市壽（まつもと いちじゅ、1936年12月 - 2009年7月23日）は、日本の文筆家。書籍編集者。

## 生涯
鳥取県生まれ。日本大学法学部新聞学科卒業。
大学卒業後出版社に勤務し、40年間書籍編集、20年間は良寛研究を中心の編集を主とする。
全国良寛会常任理事、東京良寛会副会長、神田川芭蕉の会理事。
2009年7月23日、心筋梗塞のため死去。

## 著書
- 『野の良寛 『良寛禅師奇話』を読む』未来社　1988
- 『良寛』2000　ハルキ文庫
- 『良寛乞食行脚 いま、良寛の心を生きる』光文社カッパ・ブックス　2000
- 『良寛という生きかた』中央公論新社　2003
- 『良寛の生涯 その心』考古堂書店　2003
- 『ヘタな人生論より良寛の生きざま』河出書房新社　2004　『ヘタな人生論より良寛の生きかた』文庫
- 『良寛さま スローライフを先取りした人生』グラフ社　2004
- 『座右の良寛 生きづらくなったら開いてください』アートデイズ　2005
- 『良寛さん一〇〇話 話の泉』国書刊行会　2005
- 『良寛のスローライフ』日本放送出版協会　生活人新書　2008
- 『困ったときの良寛さん』三笠書房　知的生きかた文庫　2009
- 『ヘタな人生論より一休のことば』河出書房新社　2009　のち文庫

## 編著
- 『定本良寛全集』全3巻 内山知也、谷川敏朗共編　中央公論新社　2007
- 『良寛 旅と人生 ビギナーズ・クラシックス日本の古典』編　角川ソフィア文庫　2009

## 参考
- http://bookweb.kinokuniya.co.jp/htm/4766208021.html